# Pachydactylus kladaroderma
Pachydactylus kladaroderma este o specie de șopârle din genul Pachydactylus, familia Gekkonidae, descrisă de Branch, Bauer și Good 1996. Conform Catalogue of Life specia Pachydactylus kladaroderma nu are subspecii cunoscute.